# 野口幸一
野口 幸一（のぐち こういち、1929年〈昭和4年〉8月13日 - 1993年〈平成5年〉10月29日）は、日本の政治家。日本社会党衆議院議員（5期）。

## 来歴
滋賀県彦根市生まれ。旧制滋賀県立彦根中学校（現・滋賀県立彦根東高等学校）中退。1950年（昭和25年）逓信講習所卒。その後、郵政事務官になり、全逓滋賀県委員長、滋賀地評議長などを経て、1976年（昭和51年）の第34回衆議院議員総選挙で滋賀全県区から日本社会党公認で立候補して当選。5期務めた。
1990年（平成2年）の第39回衆議院議員総選挙に立候補せず、政界引退。1993年死去。

## 著書
- 『水を語る : 政治は水を直視しているか』北泉社、1983年3月。NDLJP:11970216